# Ángel Franco Martínez
Pour les articles homonymes, voir Martínez.
Franco  Martínez est un nom espagnol. Le premier nom de famille, en général paternel, est Franco ; le second, en général maternel, souvent omis, est Martínez.
Ángel Franco Martínez, né le 31 octobre 1938 à Murcie (Espagne) et mort le 3 février 2024, est un arbitre espagnol de football, qui officie de 1970 à 1985.

## Carrière
Il a officié dans des compétitions majeures : 
- Coupe du monde de football des moins de 20 ans 1977 (3 matchs)
- Coupe d'Espagne de football 1977-1978 (finale)
- Coupe du monde de football de 1978 (2 matchs)
- Coupe d’Espagne de football 1979-1980 (finale)
- Coupe d’Espagne de football 1983-1984 (finale)